# داهود
داهود (به انگلیسی: Dahod) یک منطقهٔ مسکونی در هند است که در Dahod Taluka واقع شده‌است. داهود ۱۳۰٬۵۰۳ نفر جمعیت دارد.